# Jozef Marianus Punt

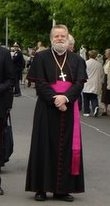
Bischof Punt (2008)

Jozef Marianus Punt (* 10. Januar 1946 in Alkmaar) ist ein niederländischer Geistlicher und emeritierter römisch-katholischer Bischof von Haarlem-Amsterdam.

## Leben
Jozef Marianus Punt empfing am 9. Juni 1979 die Priesterweihe für das Bistum Haarlem. 1985 erhielt er für seine Publikation über die Idee der Menschenrechte den Albertus-Magnus-Preis der Diözese Augsburg.
Papst Johannes Paul II. ernannte ihn am 1. April 1995 zum Weihbischof in Haarlem, Titularbischof von Nasai und Apostolischen Administrator des Militärordinariats der Niederlande. Die Bischofsweihe spendete ihm der Bischof von Haarlem, Hendrik Joseph Alois Bomers CM, am 1. Juli desselben Jahres; Mitkonsekratoren waren Adrianus Johannes Kardinal Simonis, Erzbischof von Utrecht, und Franciscus Jozef Maria Wiertz, Bischof von Roermond.
Am 21. Juli 2001 wurde er zum Bischof von Haarlem ernannt. Papst Franziskus nahm am 1. Juni 2020 das von Jozef Marianus Punt vorgebrachte Rücktrittsgesuch vom Amt des Bischofs von Haarlem-Amsterdam und des Apostolischen Administrators des Niederländischen Militärordinariats an.